# Штуденцен
Штуденцен (нем. Studenzen) — коммуна в федеральной земле Штирия в Австрии. 
Входит в состав округа Фельдбах. Население составляет 706 человек (на 31 декабря 2005 года). Занимает площадь 5,92 км².

## Политическая ситуация
Бургомистр коммуны — Готтфрид Клемент (АНП) по результатам выборов 2005 года.
Совет представителей коммуны (нем. Gemeinderat) состоит из 9 мест.
- АНП занимает 5 мест.
- СДПА занимает 3 места.
- АПС занимает 1 место.